# Distretto di Birim Sud
Il distretto di Birim Sud (ufficialmente Birim South District, in inglese) è un distretto della Regione Orientale del Ghana.